# La Pie qui chante
Pour l’article ayant un titre homophone, voir La Pie qui Chante.
La Pie qui chante était un cabaret de Montmartre (Paris), nommé ainsi par dérision en référence au « jacassement » des chanteuses en queue-de-pie. Il se situait au 159-163 rue Montmartre.

## Histoire
Fondé en 1907 par les chansonniers à succès Charles Fallot (1874–1939) et Paul Marinier, le théâtre donne des revues conçues par Rip où l'on voit par exemple Saint-Granier qui y a un contrat d'exclusivité. Le succès des chansons de Fallot, telle La Conférence sur la Médecine, ne suffit pas à couvrir les frais mais le café concert est sauvé de la faillite par le regain que la déclaration de guerre donne au comique troupier, regain amplifié après la mobilisation du directeur par l'affichage patriotique du portrait de celui-ci  en artilleur. L'établissement a toutefois besoin d'être renfloué après le départ de Marinier. De son poste de directeur des théâtres aux armées, Fallot puise dans le vivier des quatre-vingts troupes d'art dramatique qu'il a sous ses ordres et La Pie qui chante lance à Paris nombre de futures vedettes, tels Gustave Libeau, Léon Berton, Jean Péheu, Marcel Dalioen associant les principales à l'exploitation. Ce système assure la prospérité de l'établissement.
Musidora s'y produit en 1917. Son insuccès la conforte dans la voie du cinématographe.
La direction est reprise par Charles Fallot à la démobilisation de celui-ci en 1919 mais l'ancien journaliste finit par passer la main pour revenir au seul métier d'auteur-interprète. De 1921 à 1928, Saint Granier revient régulièrement à ce qui fut une de ses premières scènes.
C'est en souvenir de ce music hall qu'il fréquenta durant la Grande Guerre, que Jean Chabanon renomme en 1927 sa société marseillaise de confiseries La Pie Qui Chante.
Après la Seconde Guerre mondiale, Florelle s'y produit et un grand nombre de ses chansonniers devinrent célèbres. Il ferme dans les années 1950.